# Bocconia macbrideana
Bocconia macbrideana là một loài thực vật có hoa trong họ Anh túc. Loài này được Standl. mô tả khoa học đầu tiên năm 1938.